# Europska ječmika
Europska ječmika  (lat. Hordelymus europaeus), trajnica iz porodice trava, jedina u rodu 'Hordelymus. Raširena je po Europi, Turskoj, Kavkazu i sjeverozapadu Afrike (Alžir, Maroko)
Toni Nikolić ovaj rod naziva ječmika, što je kod Karavle naziv za rod Elymus.
- H. europaeus
- H. europaeus
- H. europaeus
- H. europaeus